# 班提烏
（英語：Bentiu），是南蘇丹共和國的都市，团结州的首府，位在南蘇丹北部。人口約7千（2006年）。